# Rhinoestrus usbekistanicus
Rhinoestrus usbekistanicus är en tvåvingeart som beskrevs av Gan 1947. Rhinoestrus usbekistanicus ingår i släktet Rhinoestrus och familjen styngflugor. Inga underarter finns listade i Catalogue of Life.